# Fodina auximena
Fodina auximena är en fjärilsart som beskrevs av Pierre E.L. Viette 1958. Fodina auximena ingår i släktet Fodina och familjen nattflyn. Inga underarter finns listade i Catalogue of Life.